# Leptictidium nasutum
A Leptictidium nasutum az emlősök (Mammalia) osztályának fosszilis Leptictida rendjébe, ezen belül a Pseudorhyncocyonidae családjába tartozó faj.

## Tudnivalók
A Leptictidium nasutumot 1985-ben Adrian Lister és Gerhard Storch írták le először. Középméretű faj volt, hossza 75 centiméter lehetett. A Messel lelőhelynél, a Lutetiai rétegben néhány Leptictidium nasutum csontváz került elő. Az állat farkában 42-43 csigolya található, több mint sok más emlősfajéban, sőt az emlősök közül csak a hosszúfarkú tobzoskának (Manis tetradactyla) van ennél több csigolyája. Az előzápfogak és a zápfogak meglehetősen aprók volta az egész fogazat méretéhez képest. Az állat neve az orrára utal. A Leptictidium nasutum holotípusát a Frankfurt am Main-i Senckenberg Naturmuseumban őrzik.